# Rivula opalescens
Rivula opalescens är en fjärilsart som beskrevs av Butler 1889. Rivula opalescens ingår i släktet Rivula och familjen nattflyn. Inga underarter finns listade.